# Église Saint-Martin de Carvin
Pour les articles homonymes, voir église Saint-Martin.
L’église Saint-Martin est une église catholique située à Carvin dans le Pas-de-Calais dans le quartier de Carvin Nord.
On l'appelle la Tour carrée couronnée.
Incluse dans la ZPPAUP de Carvin, elle fait l’objet d’un classement au titre des monuments historiques depuis le 13 juin 1921.

## Historique
L’église actuelle, rare monument survivant des édifices baroques du Nord de la France, est dans le style de la Renaissance flamande. Elle fut achevée au début du XVIIIe siècle en remplacement de l’église romane datant du XIIIe siècle qui brûla par feux fois au XVIIe siècle, elle-même construite sur les fondations d’un oratoire élevé par saint Martin en 380.
Après plusieurs incendies (1640 et 1656), il ne restait que les trois nefs recouvertes d’une toiture provisoire. En 1666, l’épouse de Guillaume de Melun, Louise de Béthune, est enterrée dans l’église ainsi que ses descendants. Le prince se remarie la même année avec Pélagie Chabot de Rohan, à sa mort en 1679 il fut enterré auprès de sa première épouse (leurs corps seront déterrés plus tard pendant la Révolution afin d'y récupérer le plomb et les autres métaux précieux). Pour honorer son époux, elle décida de reconstruire la tour de l’église.
Pendant la période de la Terreur révolutionnaire, en 1793, tous les objets de culte sont envoyés à Arras pour y être monnayés, comme tout le mobilier, ainsi que trois cloches sur les quatre. La première élection municipale a lieu dans l’église, la maison échevinale voisine devient la mairie jusqu’en 1932 (elle deviendra par la suite le tribunal). En 1794, on voit l'installation du premier télégraphe Chappe, reliant Lille à Paris, sur la plate-forme de la tour jusqu’en 1846. Sa première transmission annonça la victoire de Condé-sur-Escaut en 1794.
Durant la majorité de la Première Guerre mondiale, Carvin est une ville occupée, de par sa hauteur la tour de l'église est de ce fait utilisée comme poste de guet. Au rude hiver de début 1917, la sentinelle en poste au sommet de la tour fait, de façon semblerait-il malencontreuse, tomber son brûlot et un incendie s'y déploie faisant tomber ainsi les cloches. Fin 1918, avant leur retraite, les allemands veulent faire dynamiter la tour mais s'y renièrent à l'opposé de celle l'église avoisinante de Seclin.
L'édifice est classé monument historique depuis 1921, restauré de 1957 à 1960, un travail similaire (pierre et vitraux compris) y est entrepris depuis 2009.

## Description
La nef
Le chœur
Les orgues
Les orgues sont reconstruites en 1847 par François-Joseph Carlier. L'instrument est restauré et harmonisé par le facteur d’orgue Michel Garnier en 1989. C'est l'un des instruments les plus renommés de la région. Franck Berlemont  est titulaire de l'orgue de Carvin.
Le carillon

## Galerie de photos

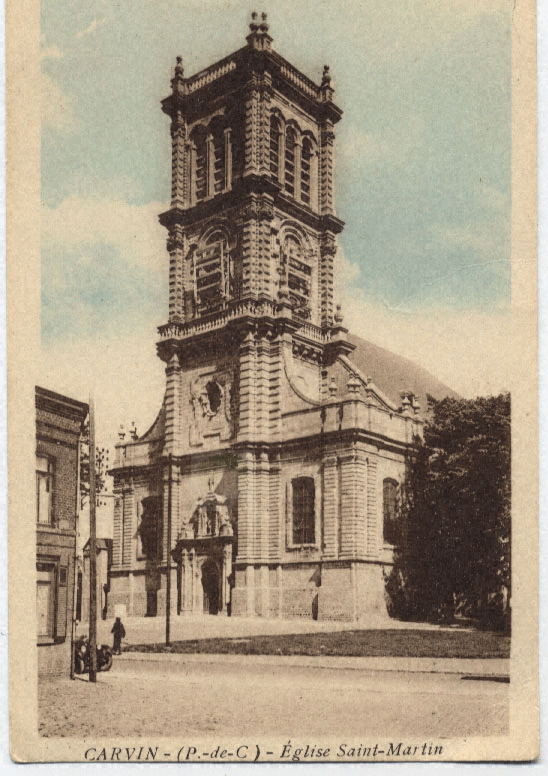
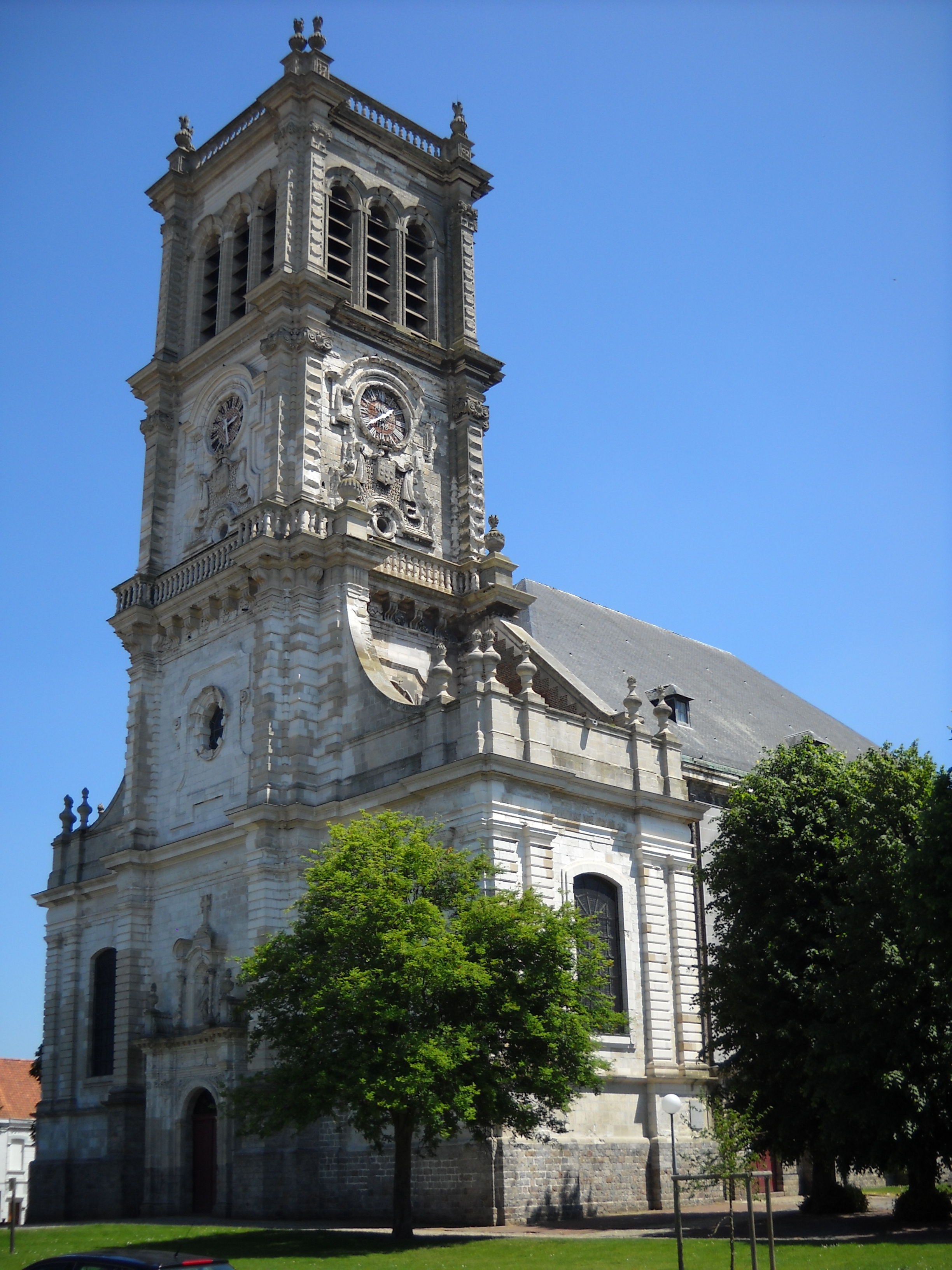
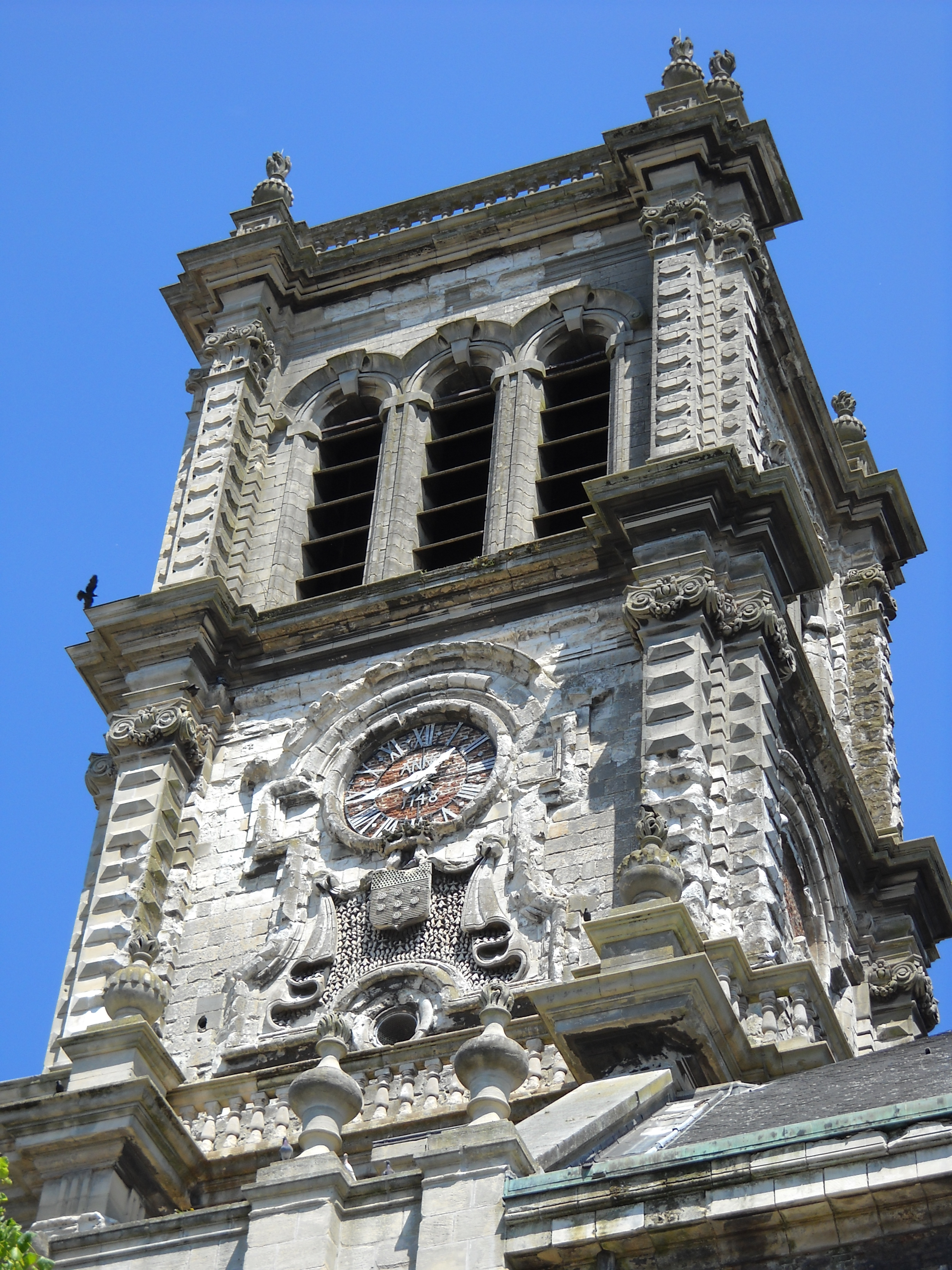
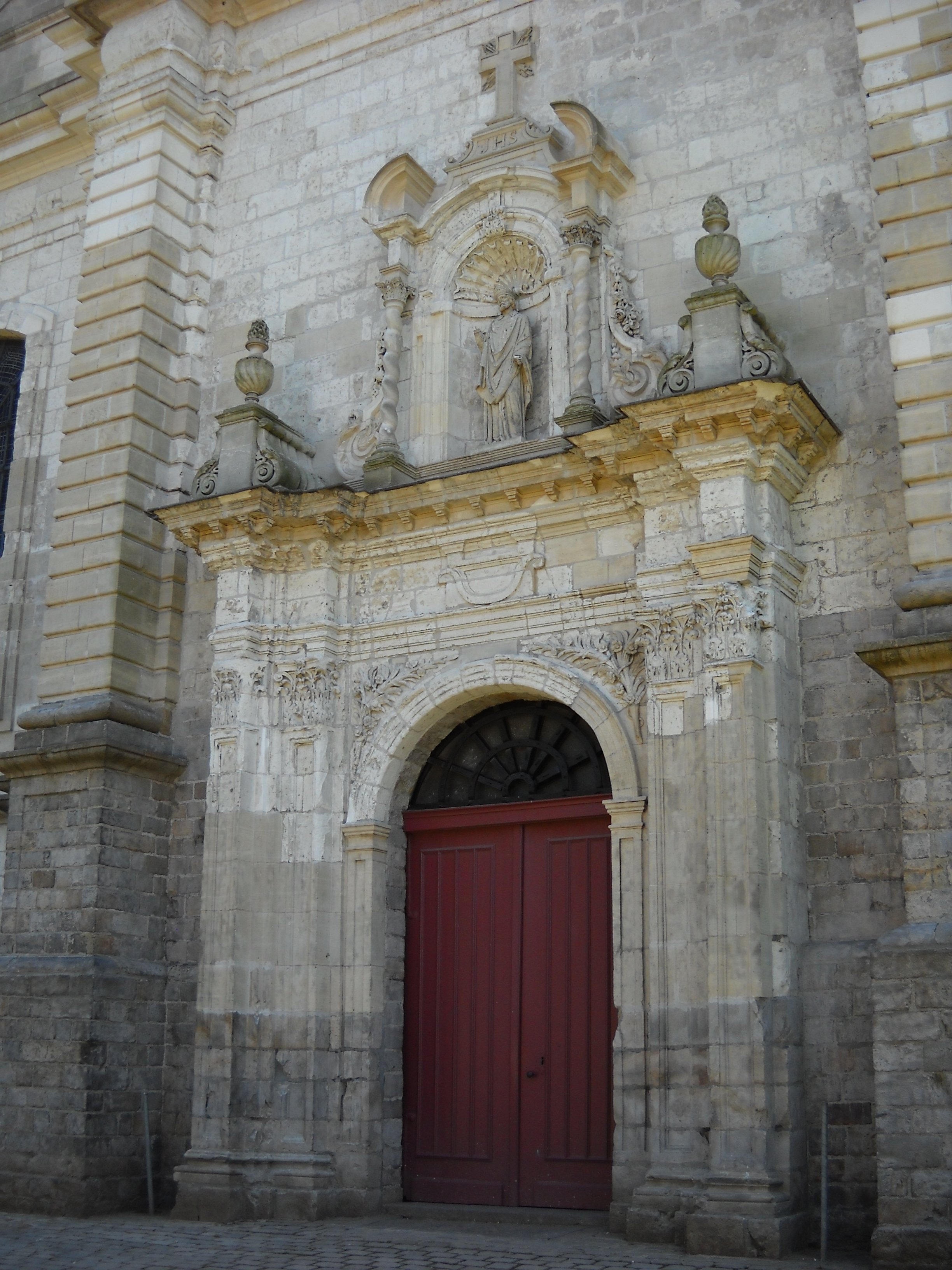

## Dimensions de l'édifice
- Longueur intérieure : xx mètres
- Hauteur intérieure : yy mètres
- Largeur au transept : xx mètres
- Hauteur de la tour : 57 mètres